# Калмаки (деревня)
Калмаки (Каланачевы юрты) — деревня в Первомайском районе Томской области России. Входит в состав Куяновского сельского поселения.

## История
Основана в 1826 г. Изначально проживали чулымские татары (чулымцы), которые к началу 20 века полностью ассимилировались среди русских.
По переписи 1897 года здесь проживало 153 человека из них 132 чулымцы и 21 русских.
В 1926 году состояла из 52 хозяйств, основное население — чулымцы (карагасы). В составе Тиндерлинского сельсовета Зачулымского района Томского округа Сибирского края.
Согласно Закону Томской области от 10 сентября 2004 года № 204-ОЗ "О наделении статусом муниципального района, сельского поселения и установлении границ муниципальных образований на территории Первомайского района сельский населённый пункт вошёл в состав Куяновского сельского поселения.

## Население
| 1926 | 2002 | 2010 | 2012 | 2013 | 2014 | 2015 | 2021 |
| ---- | ---- | ---- | ---- | ---- | ---- | ---- | ---- |
| 295  | ↘283 | ↘264 | ↘259 | ↘254 | ↘250 | ↗253 | ↘199 |

Национальный состав
По переписи 1897 года основным населением были чулымцы.
Согласно результатам переписи 2002 года, в национальной структуре населения русские составляли 94 %.